# Fariometra scutifera
Fariometra scutifera is een haarster uit de familie Antedonidae.
De wetenschappelijke naam van de soort werd in 1918 gepubliceerd door Austin Hobart Clark.